# Gentile I Baglioni
Gentile I Baglioni (Perugia, 1446 circa - Perugia, 3 de agosto de 1527) fue un condotiero, obispo, conde de Bettona y Señor de Perugia, Cannara, Bastia Umbra, Bettona y de Spello. A los 17 años, en 1483, liberó junto su padre Guido y su tío Rodolfo, el castillo de Celalba; que había sido tomado por Niccolò Vitelli. A la noche del 3 de agosto de 1527, algunos generales del ejército de Orazio Baglioni pasaron a cuchillo a Gentile y a sus dos sobrinos Alessandro y Fileno. 

## Biografía
Gentile nació en Perugia alrededor de 1466 de Guido y Costanza da Varano. A los 17 años, en 1483, participó con su padre y su tío Rodolfo en la liberación del castillo de Celalba sitiado por Niccolò Vitelli. Poco después, sus familiares lo obligaron a seguir una carrera en la iglesia. Tras la muerte del obispo de Perugia, se presentó como candidato al episcopado. Sin embargo, el papa Alejandro VI eligió a otro candidato.
En 1495 Perugia fue atacada por Degli Oddi y Gentile participó con éxito en la defensa de la ciudad. En 1500 Grifonetto Baglioni asesinó a la familia. Asustado por el ruido del ataque de Carlo Baglioni al palacio de Guido, pudo huir a Spello. El 15 de julio regresó a Perugia y mató a Grifonetto.
Junto con su primo Giampaolo, Ermes Bentivoglio, Vitellozzo Vitelli y un representante de Pandolfo Petrucci, formó una alianza contra Cesare Borgia. Pero con el apoyo de los franceses, pudo ocupar Senigallia, Perugia y Città di Castello, por lo que Gentile tuvo que huir primero a Siena y luego a Lucca, Pisa y Florencia. Sólo después de la muerte del Papa Alejandro VI pudieron regresar a Perugia en 1503.
En enero de 1502 se convirtió en coadjutor de Giorgio Della Rovere, obispo de Orvieto. Cuando murió en 1505, Gentile entró solemnemente en la ciudad como obispo. Gentile estuvo rara vez y brevemente en Orvieto. Junto con Giampaolo, entró al servicio de Julio II para que Bolonia volviera a estar bajo la soberanía papal. En 1511 renunció al obispado de Orvieto en favor de su sobrino Ercole y fue elegido uno de los conservadores de Perugia.
Como aún no había recibido la ordenación, al año siguiente pudo casarse con Giulia Vitelli, hermana de Alessandro, con quien tuvo los hijos Astorre, Adriano, Guido y cuatro hijas.
En 1516, como capitán de las tropas papales, participó con Giampaolo en la guerra contra Francesco Maria della Rovere, comandada por León X para asegurar el ducado de Urbino a Lorenzo de' Medici. Tras ser derrotado, tuvo que huir a Perugia con Giampaolo. Acusado de hacer las paces con Della Rovere, Giampaolo se retiró a Castiglione del Lago, donde tuvo que defenderse de los ataques de Gentile. Giampaolo fue convocado a Roma por el Papa León X y decapitado en el Castillo de Sant'Angelo la noche del 11 de junio de 1520. Gentile entonces no solo recibió sus posesiones, sino también la fortuna de los hijos de Giampaolo.
Tras la muerte de León X, fue atacado por los hijos de Giampaolo, Orazio y Malatesta, aliados de Della Rovere. Después de que las tropas florentinas tuvieran que abandonar Perugia por orden del Colegio Cardenalicio, se encerró en la ciudad. Después de que Vitello Vitelli fuera alcanzado en el pie por un disparo de Schioppetto y huyera a Città di Castello, Gentile también tuvo que abandonar la ciudad por temor a un levantamiento popular. Gentile trató de tomar la ciudad de nuevo. El Colegio Cardenalicio lo persuadió de que abandonara su plan y se reconciliara con sus familiares, pero este intento de conciliación fracasó.
En 1522 regresó a Perugia. Cuando Orazio también regresó a la ciudad, surgieron nuevamente desacuerdos y el Legado Passerini se vio obligado a desterrar a ambos Baglioni. Tras la ascensión al trono de Clemente VII, ambos fueron encarcelados en el Castillo de Sant'Angelo en enero de 1524. Varios exiliados albergados por los Baglioni en Spello también fueron capturados y ahorcados. Gentile fue puesto en libertad el 29 de junio de 1524, mientras que Orazio permaneció encarcelado hasta el 31 de diciembre de 1526. En 1527 se acordó y celebró solemnemente en Perugia una nueva paz. Gentile y Orazio recibieron el mando de las tropas de Perugia y se les ordenó atacar a los sieneses. Provocado por desacuerdos entre los dos capitanes, este ataque fracasó. Después de la victoria imperial, se sospechaba que él y Galeotto Baglioni habían desertado al campo contrario. Gentile abandonó Perugia, mientras que Malatesta y Orazio Baglioni recuperaron su dominio señorial de Della Rovere.

### Muerte
En la noche del 3 de agosto de 1527, tres capitanes de Orazio, Biagio da Perugia, Giacomo Filippo da Spoleto y Francesco della Bastia, fueron con tres familiares, irrumpieron en su habitación y lo mataron a él y a sus sobrinos Alessandro y Fileno. A la mañana siguiente fue enterrado en Perugia al amanecer en la Iglesia de Santa Maria dei Servi.